# F900i
FOMA F900i（フォーマ・エフ きゅう まる まる アイ）は、富士通によって開発された、NTTドコモの第三世代携帯電話 (FOMA) 端末製品である。

## 概要
900iシリーズとして1番目に発売された。外部メモリーはminiSDカード（128MBまで、ドコモ発表）対応である。折りたたみ式で、指紋認証センサーがある。また、別売りの接続ケーブルがあれば充電しながらパソコンと情報連携できる。メインカメラの性能はCCD約128万画素。テレビ電話用のサブカメラはCMOS約11万画素。AACファイル再生機能がある。
あらかじめインストールされているiアプリは「人生ゲームF版」、「麻雀牌パズルF」、「ルーインエクスプローラー」、「フリーセル」、「Dimo i 絵文字メール」、「ちびわんふれんず2」、「マイリモコン」など。QVGA液晶。iアプリは500KB（ダウンロード100KB、スクラッチパッド400KB）。

## 歴史
- 2003年11月20日 - 技術基準適合証明 (TELEC) 通過
- 2003年12月18日 - D900i・SH900i・P900i・N900iと共にドコモが公式発表
- 2004年2月6日 - 発売開始

電気通信端末機器審査協会 (JATE)は非通過。